# واربي باركر
واربي باركر هي شركة نظارات أمريكية تأسست عام 2010. تبيع واربي باركر عبر الإنترنت وحددت عددا من صالات عرض في الولايات المتحدة.

## تاريخ
تأسست الشركة عام 2010 من طرف نيل بلومنتال، أندرو هانت، ديفيد غيلبوا، وجيفري دايدر، ويقع مقرها الرئيسي في نيويورك. اشتق اسم «واربي باركر» من شخصيتين ظهرتا في قصة للكاتب جاك كيروك.
بدأت الشركة في برنامج بدأ مشروع في كلية وارتون بجامعة بنسلفانيا، حيث درس المؤسسون. تلقت الشركة 2,500 دولار كاستثمار أولي من خلال البرنامج وانطلقت في فبراير 2010. بعد الانطلاق بمدة قصيرة، ظهرت العلامة التجارية في مجلات مثل فوغ وجي كيو، التي سمتها «نظارات نتفليكس». شحنت الشركة أكثر من مئة ألف زوج نظارات في 2011، وكان لديها 60 موظف. بحلول نهاية 2012، نمت الشركة لتضم أكثر من 113 موظف. اعتبارا من أبريل 2015، أصبحت قيمة الشركة 1.2مليار دولار.